# Marianne Gareis
Marianne Gareis (* 1957 in Illertissen) ist eine deutsche literarische  Übersetzerin.

## Leben
Marianne Gareis studierte Lateinamerikanistik, Anglistik und Ethnologie in München und Berlin, mit Studienaufenthalten in Mexiko, Guatemala, Brasilien und Portugal. Nach verschiedenen Tätigkeiten beim Deutschen Entwicklungsdienst (DED) arbeitet sie seit 2000 als freiberufliche Übersetzerin für Portugiesisch und Spanisch. Sie übersetzte u. a. Werke von José Saramago, Gonçalo M. Tavares, Eça de Queirós, Joaquim Machado de Assis, Tatiana Salem Levy, Samanta Schweblin und Aroa Moreno Durán.
Marianne Gareis lebt in Deutschland und Portugal.

## Auszeichnungen
- 2014 Straelener Übersetzerpreis der Kunststiftung Nordrhein-Westfalen.[1]
- 2019 Hieronymusring des Verbands deutschsprachiger Übersetzer literarischer und wissenschaftlicher Werke e. V.[2] Sie gab ihn 2021 an Heike Flemming weiter.[3]

## Übersetzungen (Auswahl)
- Clara Pinto Correia, Das Alphabet der Frauen, Byblos Verlag, Berlin, 1992 und Suhrkamp Verlag, Frankfurt/Main, 1994

- Clara Pinto Correia, Auf Wiedersehen, Princesa. Deutscher Taschenbuch Verlag (dtv), München 1995
- João Aguiar, Die Perlenesser von Macau, Ullstein Verlag, Berlin 1997
- José Saramago, Das Zentrum, Rowohlt Verlag, Reinbek 2002
- José Saramago, Der Doppelgänger, Rowohlt Verlag, Reinbek 2004
- Miguel Sousa Tavares, Am Äquator, Bertelsmann Verlag, München 2005
- José Saramago, Die Stadt der Sehenden, Rowohlt Verlag, Reinbek 2006
  - Auch für das gleichnamige Hörspiel vom Saarländischen Rundfunk und Radio Bremen 2007 – Regie: Beatrix Ackers
- José Saramago, Eine Zeit ohne Tod, Rowohlt Verlag, Reinbek 2007
- José Saramago, Kleine Erinnerungen, Rowohlt Verlag, Reinbek 2009
- Agustín Sánchez Vidal, Quipu, dtv, München 2009
- José Saramago, Die Reise des Elefanten, Hoffmann und Campe Verlag, Hamburg 2010
- José Saramago, Das Tagebuch, Hoffmann und Campe Verlag, Hamburg, 2010 (übersetzt von Karin von Schweder-Schreiner und Marianne Gareis)
- Sérgio Álvarez, 35 Tote, Suhrkamp nova, Berlin 2011
- Gonçalo M. Tavares, Die Versehrten, DVA, München 2012
- Andréa del Fuego, Geschwister des Wassers, Carl Hanser Verlag, München 2013
- Paulo Scott, Unwirkliche Bewohner, Wagenbach Verlag, Berlin 2013
- Joaquim Machado de Assis, Dom Casmurro, Manesse Verlag, München 2013
- João Ricardo Pedro, Wohin der Wind uns weht, Suhrkamp Verlag, Berlin 2014
- Gonçalo M. Tavares, Joseph Walsers Maschine, DVA, München 2014
- Vanessa Bárbara, Salatnächte, A1 Verlag, München 2014
- Samanta Schweblin, Das Gift, Suhrkamp Verlag, Berlin 2015
- Martha Batalha, Die vielen Talente der Schwestern Gusmão, Suhrkamp/Insel, Berlin 2016
- Samanta Schweblin, Sieben leere Häuser, Suhrkamp Verlag, Berlin 2018
- Joaquim Machado de Assis, Das Babylonische Wörterbuch (Erzählungen, übersetzt von Melanie P. Strasser und Marianne Gareis), Manesse Verlag, München 2018
- Samanta Schweblin, Hundert Augen, Suhrkamp Verlag, Berlin 2020
- Isabela Figueiredo, Die Dicke, Weidle Verlag, Bonn 2021
- Aroa Moreno Durán, Die Tochter des Kommunisten, btb Verlag, München 2022
- Tatiana Salem Levy, Vista Chinesa, Secession Verlag, Zürich 2022
- Aroa Moreno Durán, Ruths Geheimnis, btb Verlag, München 2024
- Tatiana Salem Levy, Der Schlüssel zum Haus, Secession Verlag, Zürich 2024
- José Maria Eça de Queirós, Die Maias, Carl Hanser Verlag, München 2024